# Teri Gender Bender
Teresa Suárez, mais conhecida pelo seu nome artístico Teri Gender Bender, é uma  cantora e instrumentista mexicana nascida nos Estados Unidos , conhecida principalmente por ser fundadora, vocalista e guitarrista da banda  de garage rock de Guadalajara Le Butcherettes criada em 2007. juntamente com Omar Rodríguez-López, ela é membro das bandas  Bosnian Rainbows (fundada em 2012) e Kimono Kult. Por seu desempenho pessoal e arte tem sido comparada à Björk, Siouxsie Sioux, e a Karen O.
Suárez nasceu em Denver, Colorado, filha de mãe mexicana e pai espanhol-mexicano. Aos dez anos, ela começou a sonhar em tocar guitarra, e foi capaz de convencer seu pai a comprar-lhe uma. Ela viveu em Denver durante os primeiros 13 anos de sua vida, até que ela se mudou para o México com sua mãe e seus dois irmãos mais novos depois da morte de seu pai de um ataque cardíaco.
Suárez e a baterista Auryn Jolene fundaram a banda  Le Butcherettes aos 17 anos, enquanto ainda estavam na escola em Guadalajara. Jolene foi mais tarde substituída por Lia Braswell. A banda formada só de garotas incorporou elementos gráficos, tais como aventais de carne crua e sangrenta em suas performances de palco e Suárez adotou o sobrenome Gender Bender com declarações feministas a respeito da forma como eram tratadas as mulheres no México. Suárez conheceu Omar Rodríguez-López em um de seus shows locais. Ele ficou impressionado com o seu desempenho quando, após uma queda de energia interromper o show, ela pulou no meio da multidão e continuou cantando em um megafone. Rodríguez-López assinou um contrato da banda com sua gravadora, produzindo seu primeiro álbum, intitulado 'Sin Sin Sin' em 2011, e é atualmente membro oficial da banda. Suárez contribuiu com as letras e vocais do álbum de Rodríguez-López,  Octopus Kool Aid , em 2012, e estrelou em seu projeto inédito, o filme Mi No Y Esperanza . O álbum de 2014  dos Le Butcherettes, intitulado   Cry Is for the Flies  descreve sua experiência e a de sua família durante a vinda do México para Los Angeles, em 2012.